# Mario Mascagni
Mario Mascagni (* 21. Dezember 1881 in San Miniato; † 14. Februar 1948 in Bozen) war ein italienischer Komponist und Dirigent.

## Leben
Mario Mascagni war der Cousin des Komponisten Pietro Mascagni. Mit ihm zusammen leitete er in Udine das Musiklyzeum, bis er 1927 nach Bozen berufen wurde, um die örtliche Musikschule im Sinn der Italianisierungsbestrebungen des faschistischen Regimes in Südtirol umzugestalten. Er wurde zum Direktor der nun Civico liceo musicale „Gioachino Rossini“ bezeichneten Schule bestellt, aus der 1939 das Konservatorium „Claudio Monteverdi“ Bozen hervorging. Unter seiner Leitung studierte dort auch sein Sohn Andrea Mascagni Komposition. Neben der Lehrtätigkeit dirigierte er diverse italienische Theaterorchester.
1944 wurde er von den Nationalsozialisten irrtümlich anstelle seines Sohnes festgenommen und über das Durchgangslager Bozen in das San-Vittore-Gefängnis verbracht. Sein Sohn wurde von den deutschen Truppen in seiner Funktion als Präsident des Comitato di Liberazione Nazionale (CLN) gesucht.
Nach Kriegsende wurde Mario Mascagni im Juni 1945 der erste musikalische Leiter der Banda del Lavoratore. Dieses ehemalige Bozener Arbeiterorchester trägt heute ihm zu Ehren den Namen Corpo Musicale „Mario Mascagni“.